# کونگینو
کونگینو (به صربی: Konjino) یک منطقهٔ مسکونی در صربستان است که در لبانه واقع شده‌است. کونگینو ۹۱۳ نفر جمعیت دارد.